# Alvin Lee
Alvin Lee, rodným jménem Graham Anthony Barnes, (19. prosince 1944 Nottingham, Anglie, Spojené království – 6. března 2013 Estepona, Španělsko) byl anglický rockový kytarista, zpěvák a jeden ze zakládajících členů skupiny Ten Years After. Mimo to spolupracoval s Mylonem LeFevrem a nahrál několik sólových alb, poslední nazvané Still on the Road to Freedom vyšlo v roce 2012.

## Sólová diskografie
- Pump Iron! (1975)
- Let It Rock (1978)
- Rocket Fuel (1978)
- Ride On (1979)
- Free Fall (1980)
- RX5 (1981)
- Detroit Diesel (1986)
- Zoom (1992)
- Nineteen Ninety-Four (1994)
- In Tennessee (2004)
- Saguitar (2007)
- Still on the Road to Freedom (2012)